# Kasauli
Kasauli è una suddivisione dell'India, classificata come cantonment board, di 4 994 abitanti, situata nel distretto di Solan, nello stato federato dell'Himachal Pradesh. In base al numero di abitanti la città rientra nella classe VI (meno di 5 000 persone).

## Geografia fisica
La città è situata a 30° 53' 56 N e 76° 57' 53 E e ha un'altitudine di 1794 m s.l.m.

## Società

### Evoluzione demografica
Al censimento del 2001 la popolazione di Kasauli assommava a 4 994 persone, delle quali 2 816 maschi e 2 178 femmine. I bambini di età inferiore o uguale ai sei anni assommavano a 502, dei quali 254 maschi e 248 femmine. Infine, coloro che erano in grado di saper almeno leggere e scrivere erano 4 018, dei quali 2 365 maschi e 1 653 femmine.